# 星空聯盟
星空聯盟（英語：STAR ALLIANCE）是成立於1997年5月14日的國際航空聯盟，初期是由5間分屬不同國家的大型航空公司結盟，藉由共用軟硬體資源與航線網等方式，強化聯盟各成員競爭力。至今星空聯盟成員數目已發展到26個，除了是迄今為止歷史最悠久、規模最大的航空聯盟外，它的成立也掀起20世紀末期一股航空聯盟熱潮，其他對手航空也相繼成立聯盟團隊，例如天合聯盟（SkyTeam）與寰宇一家（oneworld），以期能與星空聯盟抗衡。
官方企業標語為“Together. Better. Connected”。

## 历史

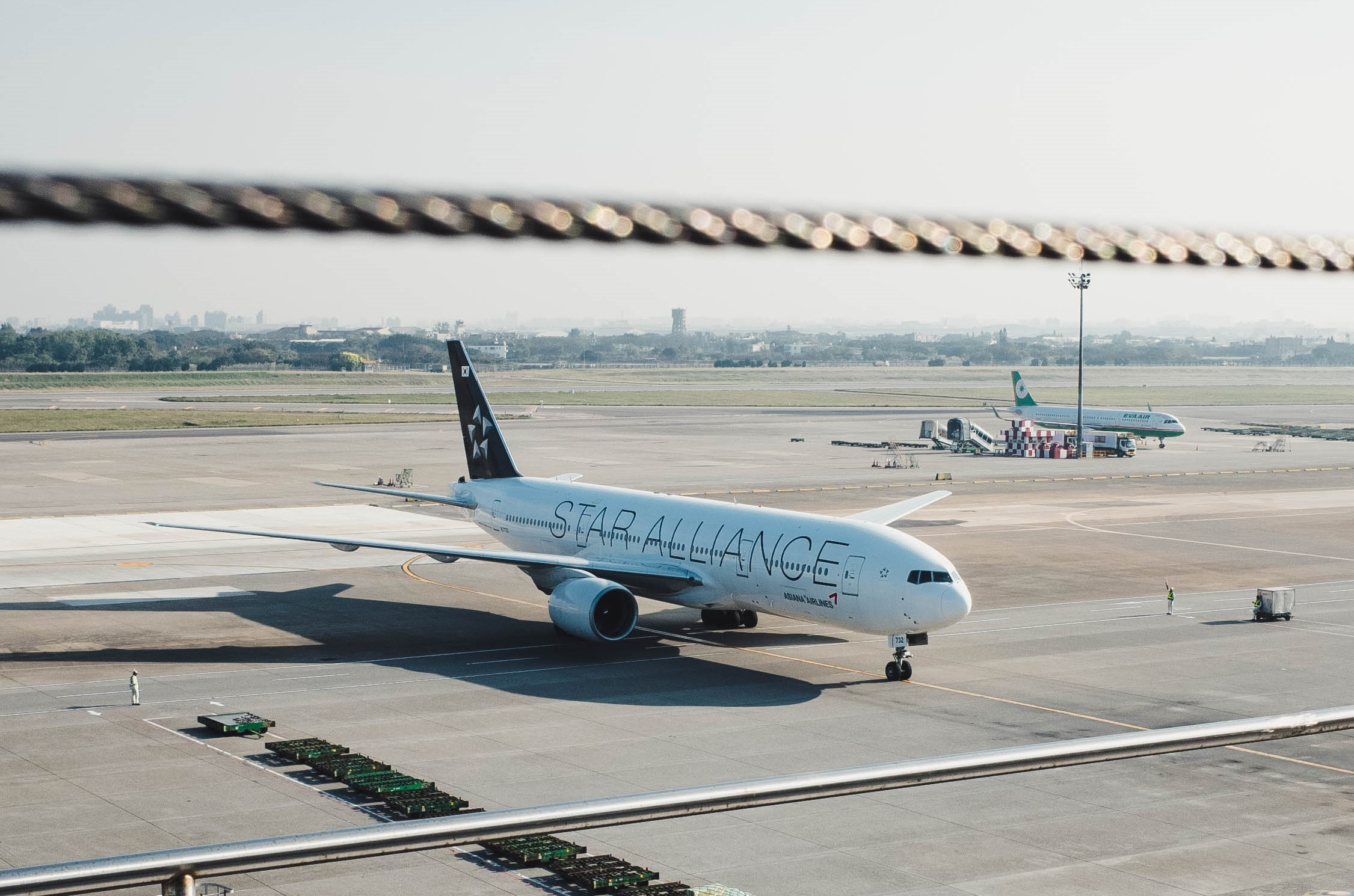
一架韓亞航空星空聯盟塗裝的波音777（HL7732）停靠在臺灣桃園國際機場

星空聯盟（或所有航空聯盟）的概念，源自更早以前就存在於民用航空業界的班號共用（Code-Sharing）與延遠航線代理制度。代碼共享令航空公司間很大程度上實現了無縫連接，這種緊密的合作曾被懷疑為不正當競爭行為，並導致歐盟展開對該聯盟成員實質合併的調查。事實上，一些人推測，若政府放寬限制，其成員將合併為單一的公司，儘管未有證據證明其實現的可能。
在星空聯盟成立之前，西北航空和荷蘭皇家航空自1993年起便共同一起經營，是現代航空聯盟體系的先行者，在更早的幾十年前，航空公司間已存在搭配和合作制度，甚至共同執行行銷活動，但合作方式較分散雜亂。
1997年，由聯合航空與漢莎航空這兩間分別來自美洲與歐洲的民航巨擘為主幹，再加上加拿大航空（當時仍譯稱為加拿大楓葉航空）、北歐航空與泰國國際航空這五間航空公司宣佈星空聯盟正式成立。星空聯盟的成立，形成了規模、聯合競爭模式，創造航空發展史上的一個新里程碑。這促使了其競爭對手，相繼聯合成立寰宇一家及天合聯盟。
星空聯盟的企業識別標誌是一個由5個三角形組合而成的五角星，象徵創立聯盟的五個創始成員。然而創始成員之一的北歐航空於2024年9月轉投對手之一的天合聯盟，創首位聯盟創始成員轉投其他聯盟紀錄。

## 合作方式
星空聯盟透過以下方式提高成員的營運效率：
- 共同的飛行常客獎勵計劃和兼容的優惠服務。乘客只需申請18間成員航空公司提供的15個獨立常客計劃中的任何一個，就可以將乘搭不同航空公司航班所累積的里數計算在一個常客計劃。除此之外，原本是跨公司的轉機延遠航段也被視為同一間公司內部航線的銜接，因此在票價上較有機會享有更多優惠。
- 實施「同一屋檐下」計劃。聯盟成員航空公司在主要機場使用同一航廈，共用機場設施，如值機櫃枱、行李設施、中轉櫃枱、貴賓室和辦公區域等。
- 隨着全球網絡的建立協調一致的定期航班。
- 單張機票可乘搭聯盟其他航空公司的航班。
- 協調一致的服務品質。
- 共同訂購或租賃飛機零件，如：Collins Aerospace Diamond商務艙座椅為「星盟團購款」客艙產品。
- 共用航線網路及停機位。

## 機身塗裝
為了推廣星空聯盟的合作與統一形象，所有成員航空公司的飛機機身上皆繪有聯盟的五角形標誌。除了一般標準版本的機身塗裝外，所有星空聯盟成員都必須將旗下至少一架飛機改為星空聯盟的統一特殊塗裝，以提升星空聯盟的統一形象。至2005年這類星空聯盟塗裝共出現過三個版本：
- 第一代：第一代星空聯盟塗裝採用特殊的「多節塗裝」設計，將一架飛機的機身從頭到尾，分段塗上多間（視乎當時成員數量而定）不同航空公司的標準塗裝，並且在垂直尾翼繪上黑色背景與星空聯盟之五角星標誌。例如，聯合航空將一架機身編號N653UA的波音767-300ER改為星空聯盟塗裝，它的機首到機尾分別是聯合、北歐、巴西（Varig）、漢莎、加航與泰航等六節不同造型的塗裝（1998年時版本）。

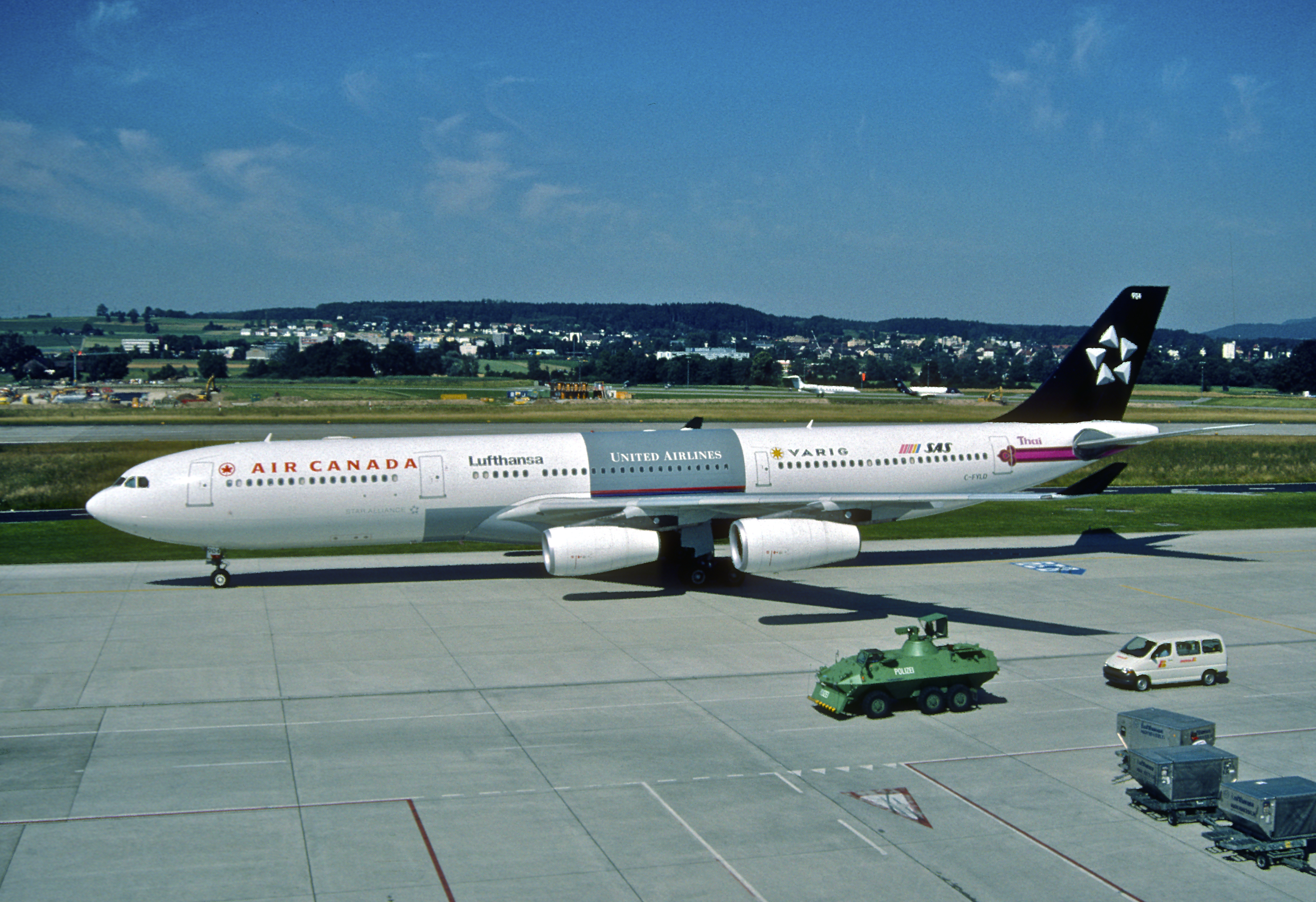
一架繪有星空聯盟第一代「多節塗裝」的加航空中巴士A340-313X客機（C-FYLD），從機首至機尾分別可見到加航、德航、聯合航空、巴西航空、北歐航空與泰航的標準機身塗裝，各取一節拼湊成為星空聯盟特別塗裝。1999年時攝於瑞士蘇黎世機場。

- 第二代：由於星空聯盟陸續有更多新成員加入，因此無法在一架飛機上繪上所有成員航空公司的塗裝，新版的星空聯盟特殊塗裝因而誕生。塗裝改以白色機身為基礎，而垂直尾翼上仍繪有黑色背景與星空聯盟之五角星標誌，各間航空公司的企業識別標誌分別以一個一個正方形的格式從頭到尾排列在飛機兩側舷窗上方。

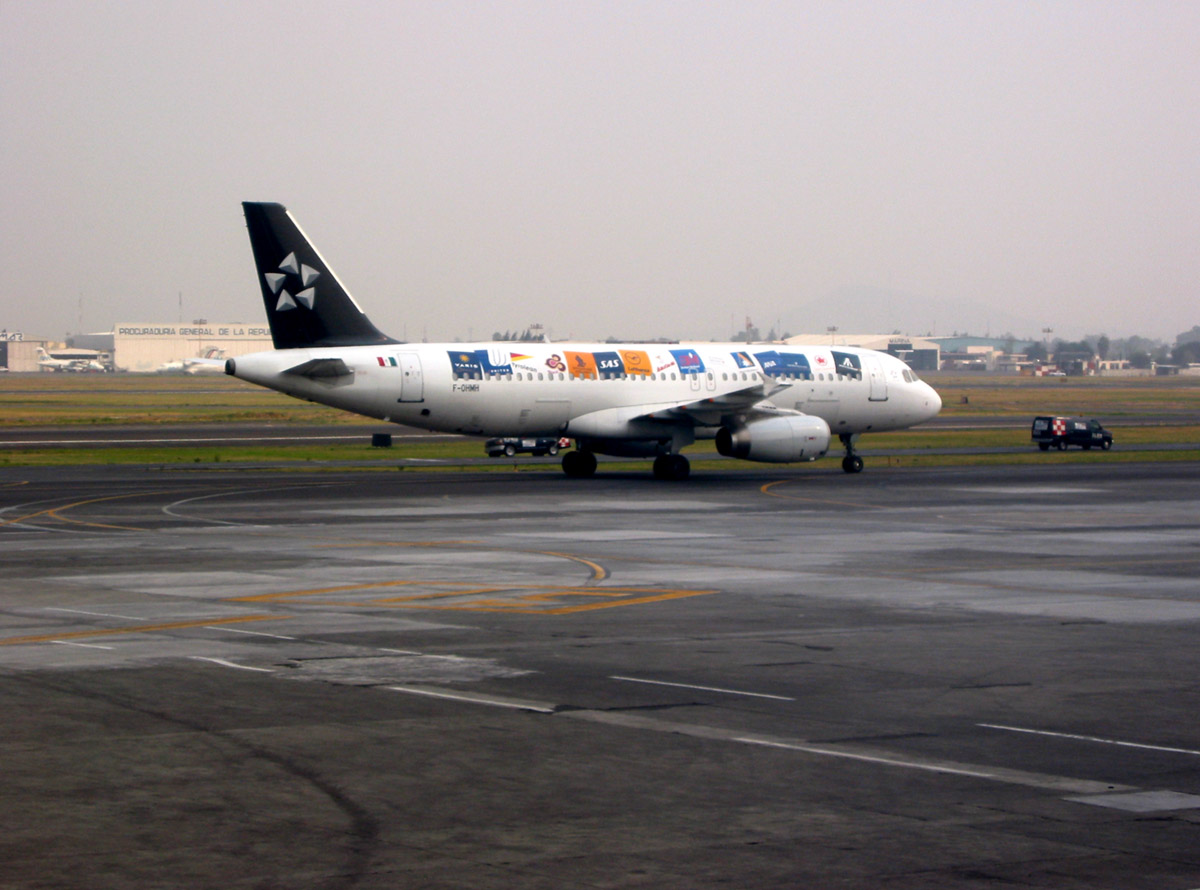
一架繪上第二代星空聯盟特殊塗裝的墨西哥航空空中巴士A320客機（F-OHMH）。2003年時攝於墨西哥城國際機場。

- 第三代：由於星空聯盟的成員數量眾多且陸續有航空公司加入或退出，加上部分成員（如聯合航空）在此期間宣佈更換標識和塗裝，每次成員名單一有變動或其中一名成員更換標識各成員航空公司就必須即時重繪旗下所有的特殊塗裝飛機，所費不菲。因此，第三代的星空聯盟塗裝不再強調要同時顯示出各成員的企業識別標誌，而只有一橫跨整個機身長度的「STAR ALLIANCE」字樣象徵聯盟的形象，然後在下方靠機首處繪上該成員航空公司自身的標誌，至於機尾部分則維持原來設計繪上黑色背景與星空聯盟五角星（新加坡航空除外）。此版本塗裝於2004年12月引入，各成員於2005年起陸續換上。

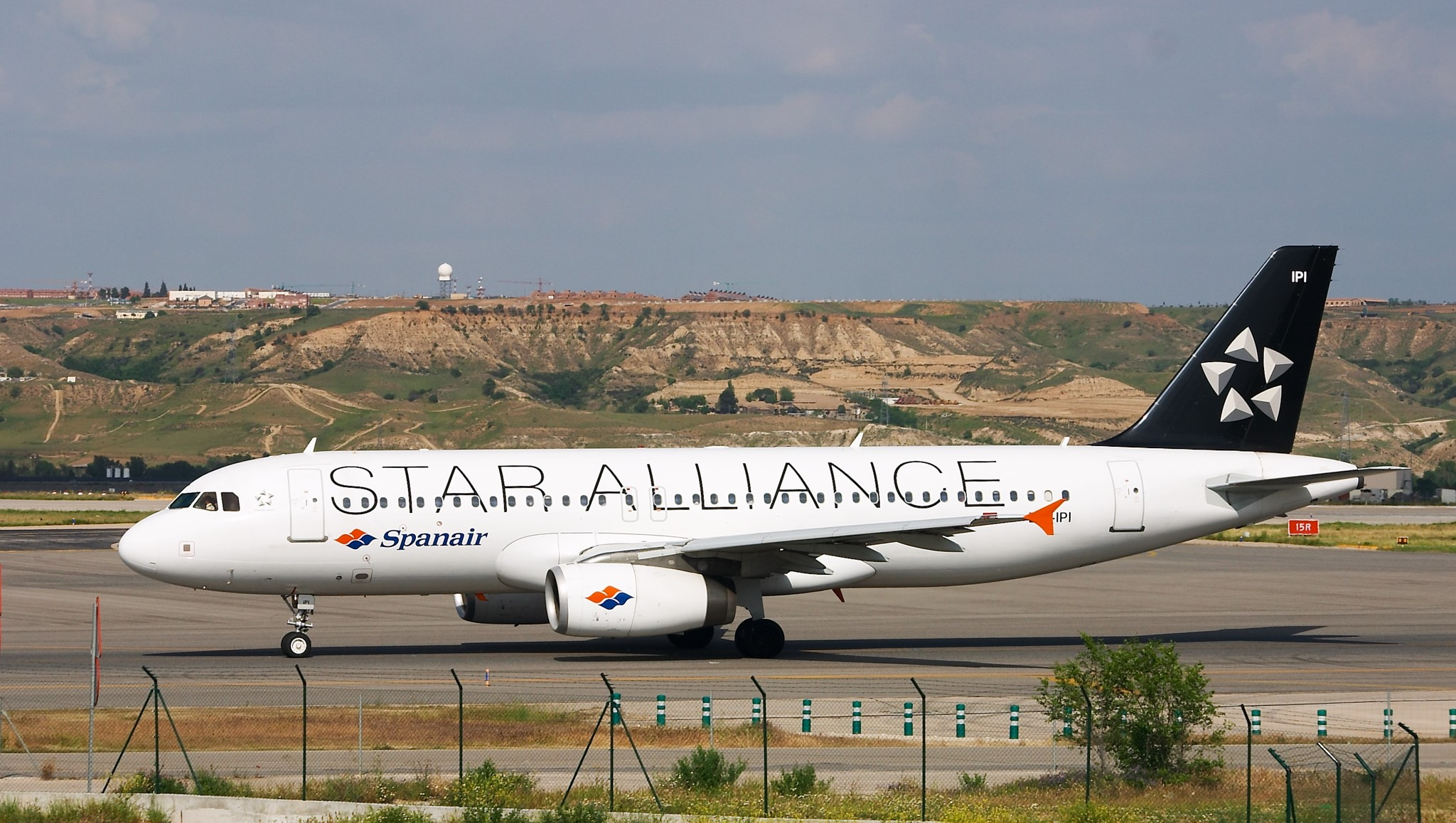
一架繪上第三代星空聯盟塗裝的西班牙航空（Spanair）空中巴士A320客機（EC-IPI）。2006年時攝於馬德里-巴拉哈斯機場。

目前所有第三代機身塗裝均允許航空公司在翼端帆、引擎整流罩、駕駛證舷窗下方和機身後方保留其航空公司原來的設計，而部分航空公司如其標準塗裝將飛機註冊號後兩到三位或國旗塗於機尾的話也被准許保留。
而目前所有成員航空公司中，新加坡航空、紐西蘭航空、漢莎航空和中國國際航空因其民間習俗、地位特殊和員工權益而未使用星空聯盟的標準塗裝，由於黑色對新加坡人而言是禁忌、不吉利的民間習俗，加上新加坡航空006號班機空難后禁止使用黑色作為該塗裝之垂直尾翼底色，因此星空聯盟官方特准新加坡航空以長期性使用全白色或垂直尾翼標圖LOGO版本，漢莎航空曾經也在自家空中巴士A320上採用該塗裝，但原因未知。至於黑色對紐西蘭人而言則是地位重要，則於2022年被官方特准紐西蘭航空使用全黑色版本。漢莎航空則由於與其員工之間的協議關係，旗下的空中巴士A340採用正常的第三代星空聯盟塗裝，但去除了全部漢莎航空相關元素。中國國際航空則於2019年開始仿照天合聯盟成員中國東方航空、廈門航空和前成員中國南方航空的天合聯盟塗裝開始在旗下星空聯盟塗裝垂直尾翼上添加航空公司標誌，原因未知。
下述星空聯盟塗裝作出了以下改動：
- 新加坡航空（當前）；漢莎航空（曾經）-「全白色」版本（2011年至今）：垂直尾翼上的星空聯盟五角星雖然不變，但背景變成了白色，其餘部分設計均與星空聯盟第三代塗裝相同。綽號「白星星」。新加坡航空於2011年起使用該版本塗裝，目前使用於3架波音777-300ER（編號：9V-SWI、9V-SWJ、9V-SWM）以及1架波音737 MAX 8（編號：9V-MBL），曾於1架空中巴士A330-300（編號：9V-STU）使用「全白色」星空聯盟塗裝。而漢莎航空则曾在2018年到2019年期間在其一架空中巴士A320（編號：D-AIQS）上使用該塗裝版本（2019年起改為漢莎航空標準塗裝）。
- 新加坡航空-「垂直尾翼標圖LOGO」版本（2004–2011年）：機身的「STAR ALLIANCE」字樣縮小，且排在「SINGAPORE AIRLINES」後，垂直尾翼則保留新加坡航空標準塗裝的設計。類似寰宇一家塗裝的排版配置。
- 紐西蘭航空-「全黑色」版本（2022年至今）：基本上與星空聯盟第三代塗裝相同，垂直尾翼上的星空聯盟五角星雖然不變並保留黑色為底色，但機身底色變成了黑色，機身的「STAR ALLIANCE」字樣變為白色，全球首架「全黑色」星空聯盟塗裝為空中巴士A321neo（編號：ZK-OYB），於2022年11月19日交機。
- 漢莎航空-A340「無航空公司元素」版本（2004年至今）：與星空聯盟第三代塗裝完全相同，但機身上並未像其他航空公司一樣在「STAR ALLIANCE」下方繪上漢莎的英文名稱「Lufthansa」，同時機頭部分的漢莎航空標誌也被移除。
- 中國國際航空-「機尾成員標誌」版本（2019年至今）：與星空聯盟第三代塗裝完全相同，但在機尾的星空聯盟標誌下方額外塗上了中國國際航空的標誌。

## 合作区域
- 伦敦希思罗机场的T2航站楼。[2]
- 北京首都国际机场T3航站楼[3]
- 墨西哥城国际机场T1航站楼。
- 上海浦东国际机场T2航站楼。[3]

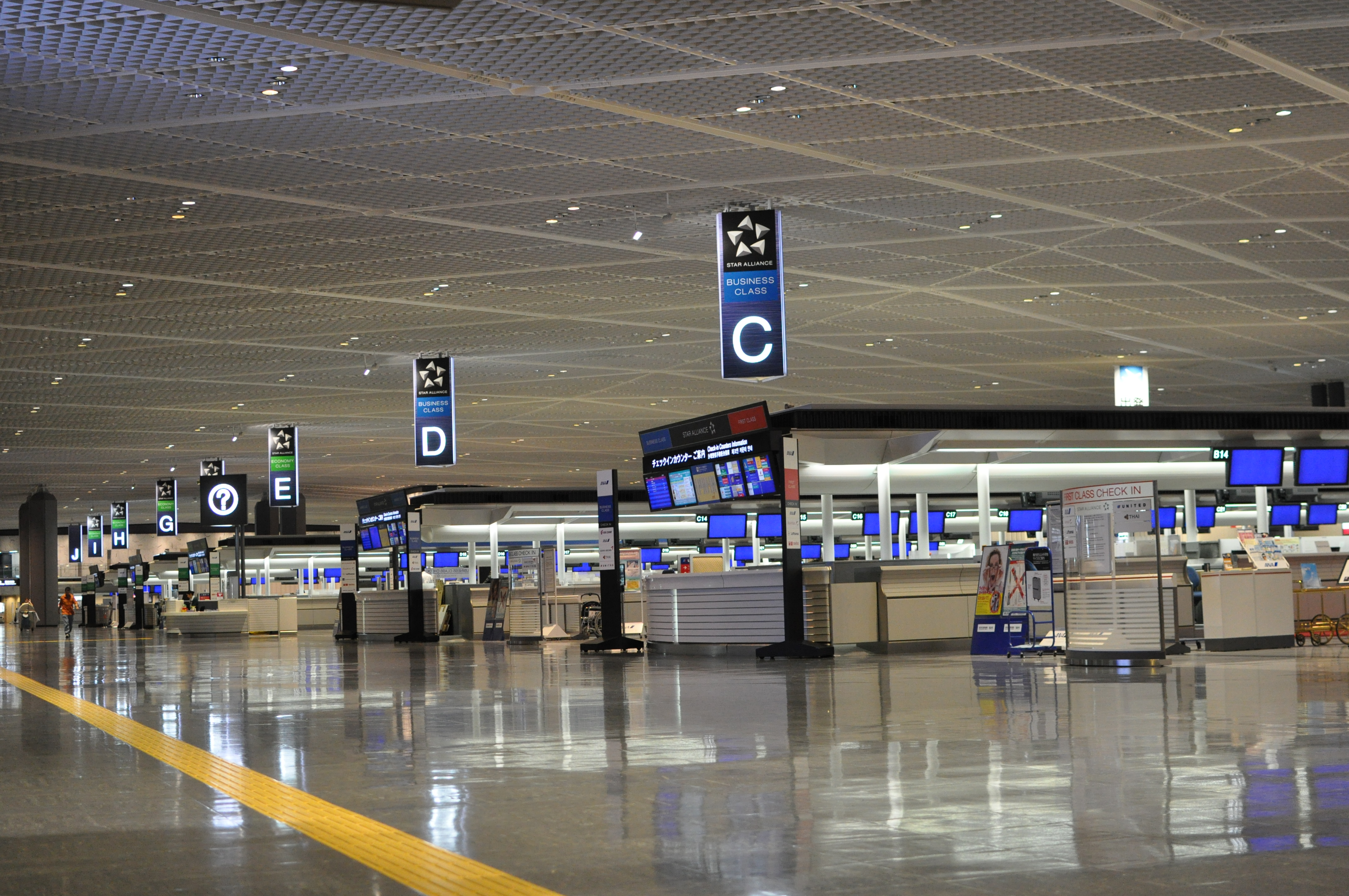
星空聯盟成員在東京成田國際機場使用T1航廈南翼

- 在巴黎戴高乐机场T1航站重新开放以后，除中国国际航空，克罗地亚航空公司, 埃塞俄比亚航空公司，长荣航空，和泰国国际航空，所有的星空联盟成员都将搬回于此，以“创造”一个星空联盟枢纽。[4]
- 旧金山国际机场的星空联盟成员国际出发和到达服务迁入G登机区，韩亚航空除外。
- 成田国际机场T1航站楼南翼。[5]
- 开罗国际机场T3航站楼。[6]
- 迈阿密国际机场J大厅。
- 仁川国际机场T1航站樓。[7]
- 所有星空联盟成员都位于多伦多皮尔逊国际机场T1航站楼。
- 华沙弗里德里克·肖邦机场T2航站楼。
- 在里约热内卢/加利昂－安东尼奥·卡洛斯·若比姆国际机场，巴西天马航空、葡萄牙航空、联合航空和全美航空迁入T2航站楼。聯合航空仍使用T1航站楼。
- 在汉堡机场，布鲁塞尔航空迁入T2航站楼，与其它星空联盟成员保持一致。[8]
- 底特律都会韦恩县机场北航站楼。
- 慕尼黑弗朗茨·约瑟夫·施特劳斯机场2号航站楼。
- 在桃園機場，除泰國國際航空外，其餘有營運台灣航線的星空聯盟成員（包含長榮航空）皆使用第二航廈。預計2026年第三航廈完工後，泰國國際航空遷至第二航廈。[9]

## 聯盟成員
星空聯盟設有正式成員及優連夥伴兩種航空公司合作以及地面夥伴一種鐵路公司合作類別，過去另有「區域性會員航空公司」（Regional Member Airlines）的等級，該等級成員主要是一些小型或地區性航空公司，以擴充聯盟的航線網絡涵蓋範圍。加入星空聯盟的區域性會員航空名單的要求門檻較低，但前提是新成員必須與聯盟內其中一位正式成員有密切合作關係且使用該航空公司的飛行常客獎勵計劃。

### 正式成員

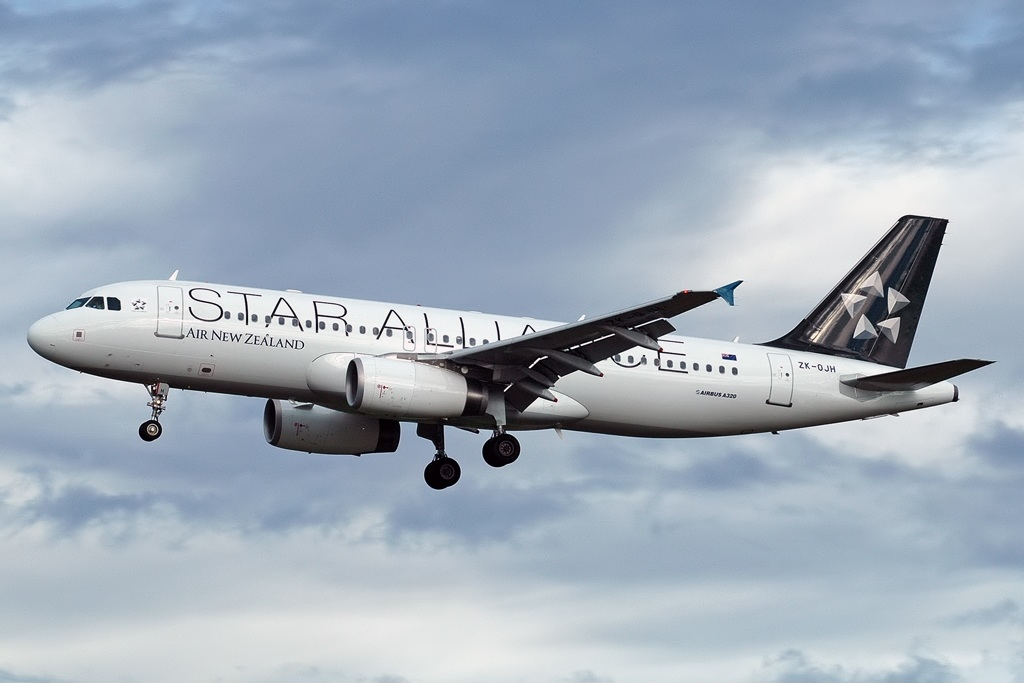
星空聯盟塗裝的新西蘭航空空中巴士A320；新西蘭航空於1999年加盟

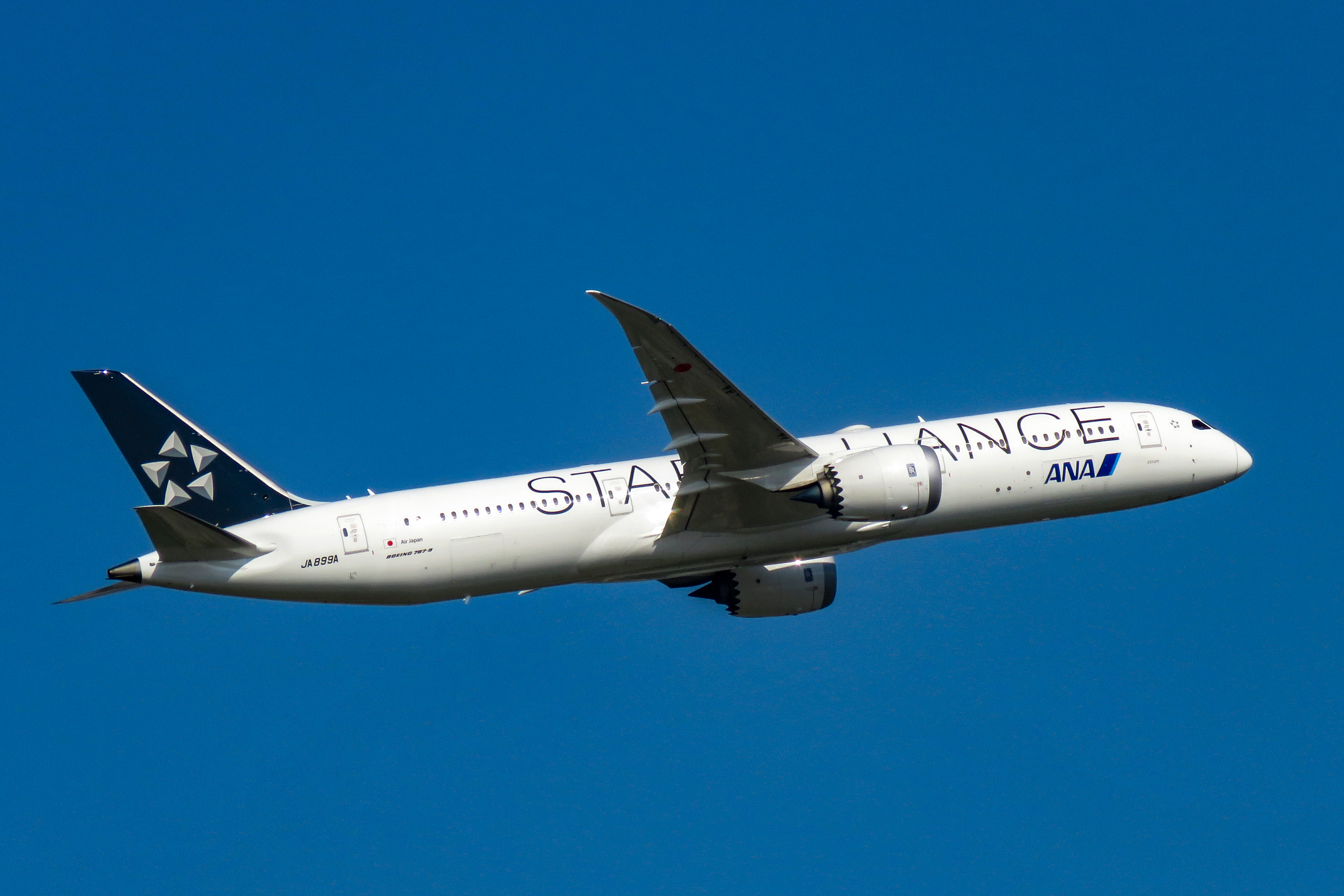
星空聯盟塗裝的全日空波音787-9（由子公司全日空日本航空运营）；全日空於1999年加盟

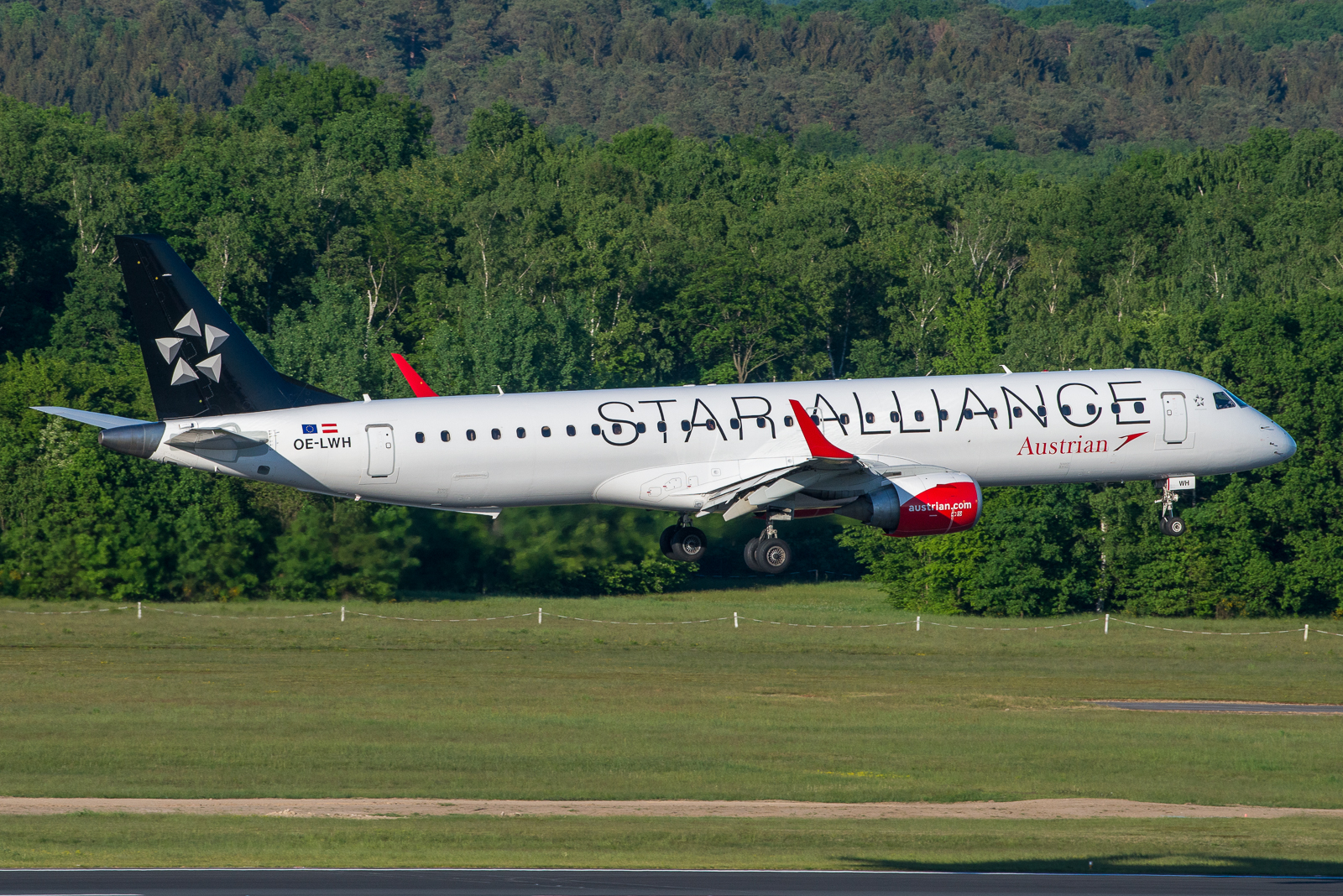
星空聯盟塗裝的奧地利航空巴西航空工业E195；奧地利航空於2000年加盟

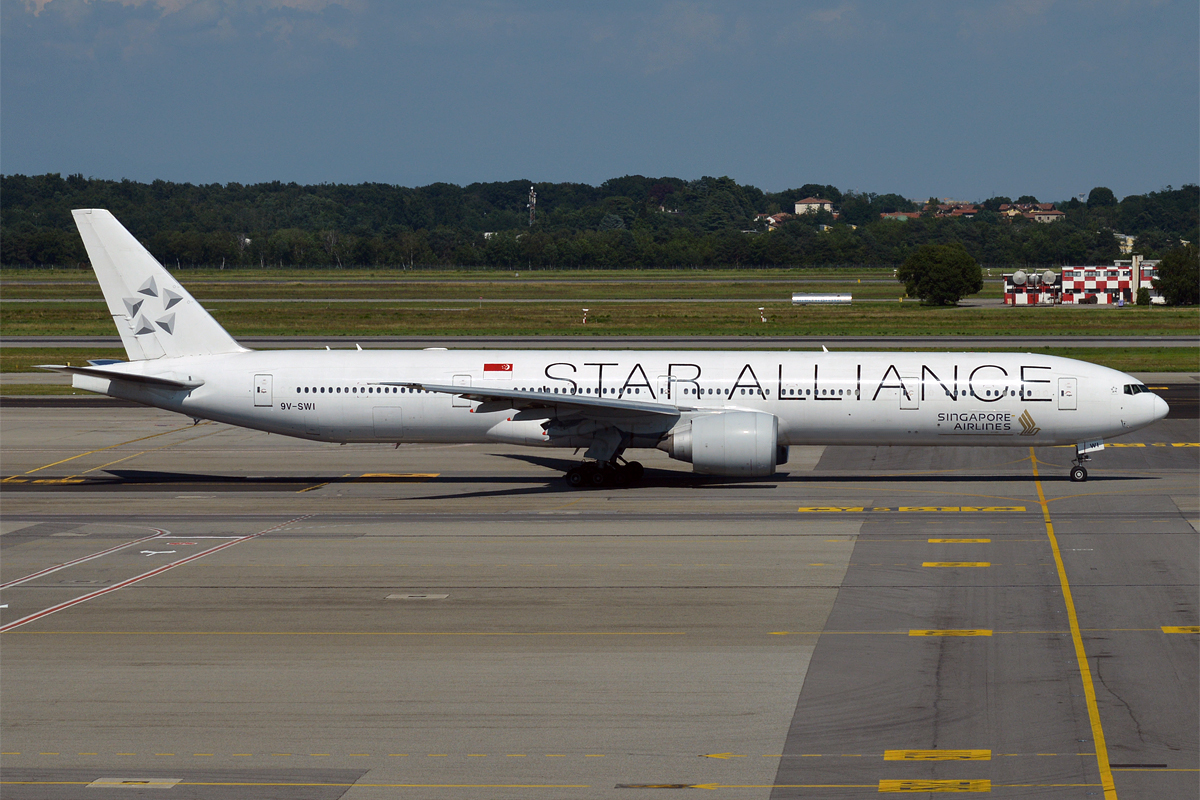
星空聯盟塗裝的新加坡航空波音777-300ER；新加坡航空於2000年加盟

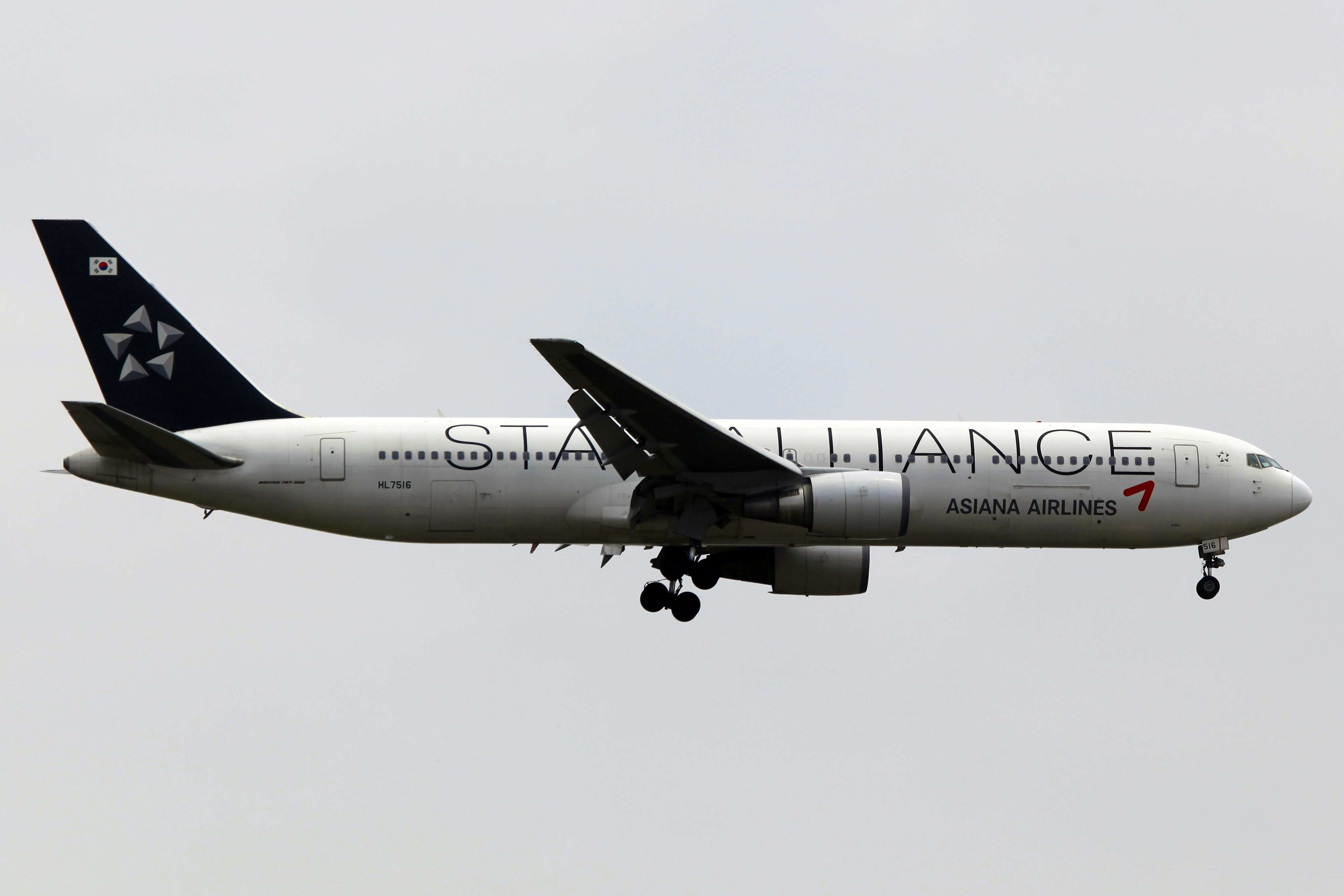
星空聯盟塗裝的韓亞航空波音767-300；韓亞航空於2003年加盟

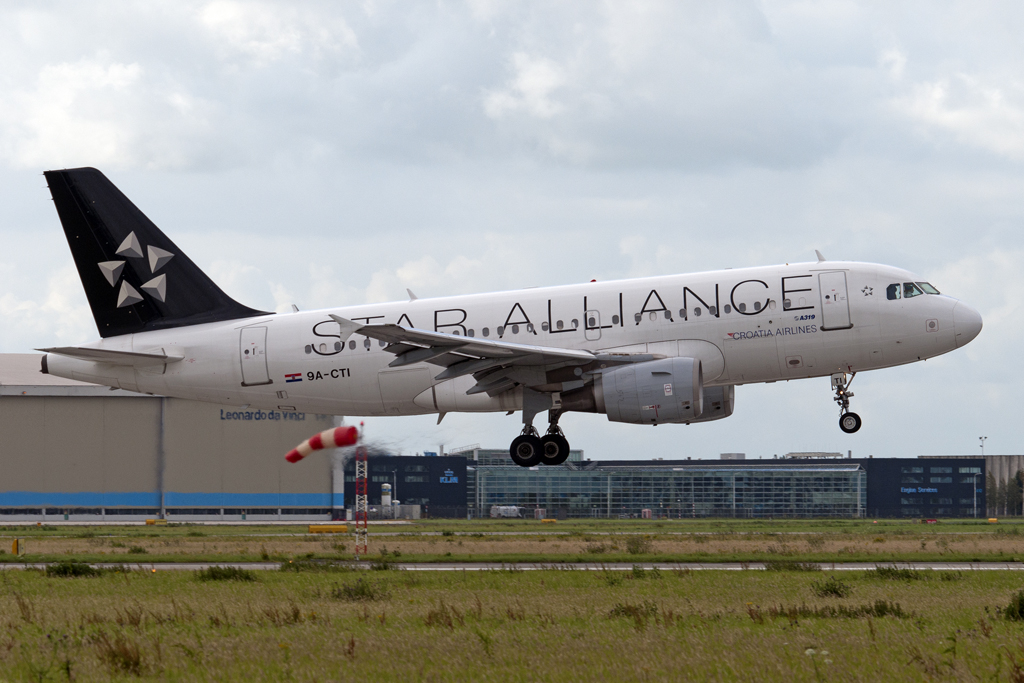
星空聯盟塗裝的克羅地亞航空空中巴士A319；克羅地亞航空於2004年加盟

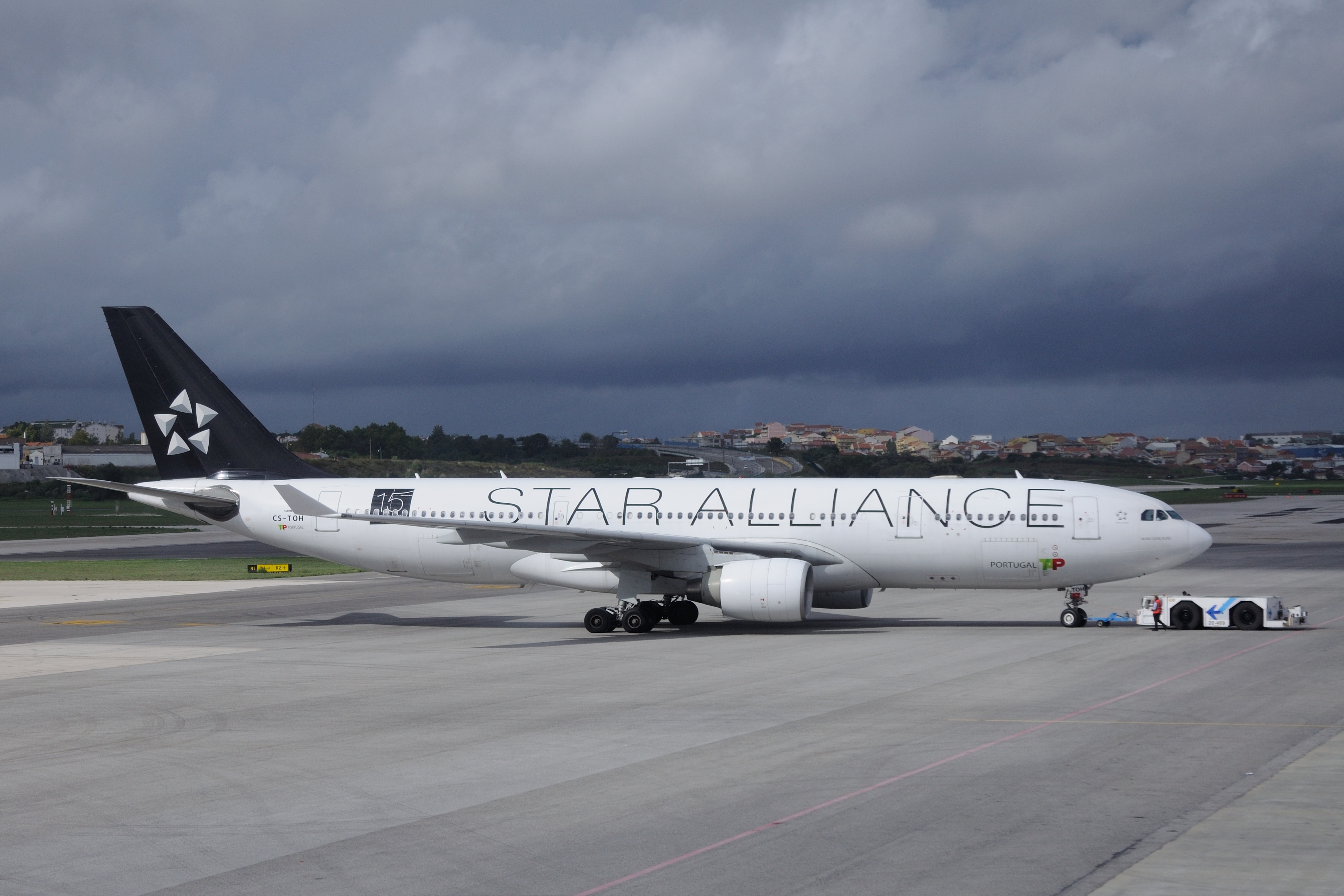
星空聯盟塗裝的TAP葡萄牙航空空中巴士A330-200；TAP葡萄牙航空於2005年加盟

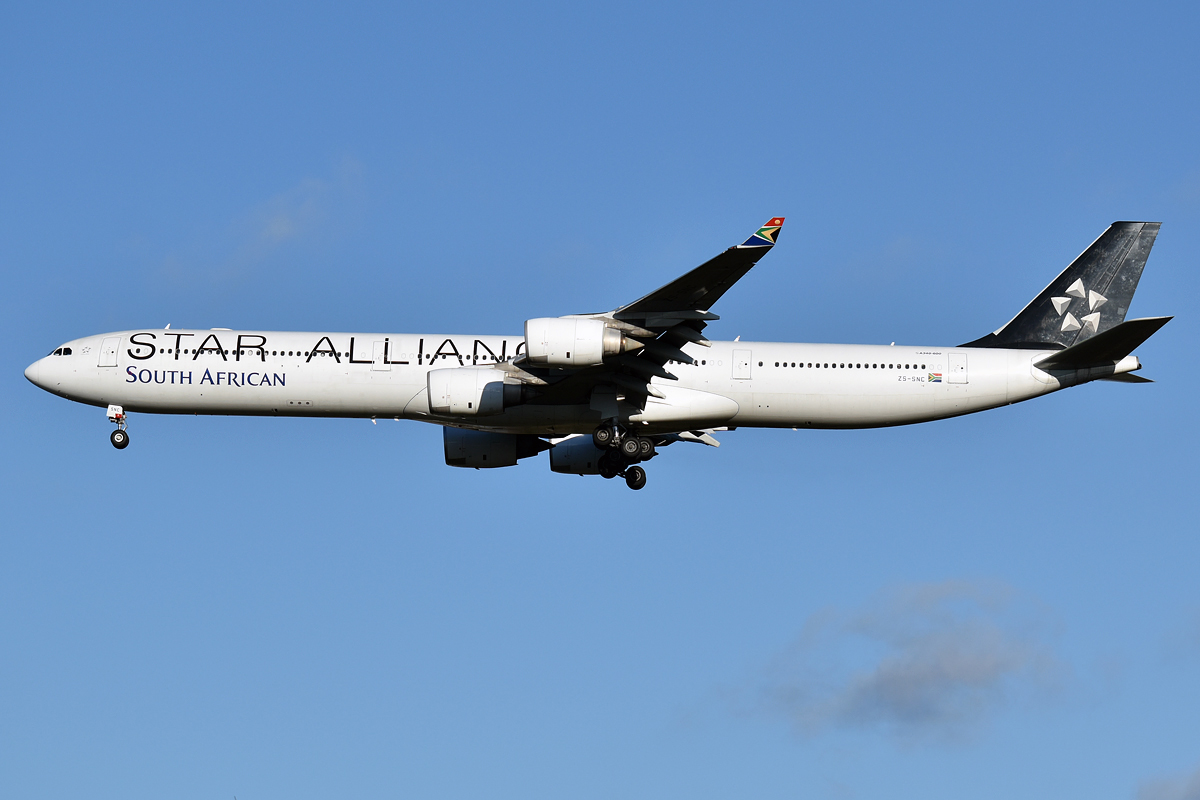
星空聯盟塗裝的南非航空空中巴士A340-600；南非航空於2006年加盟

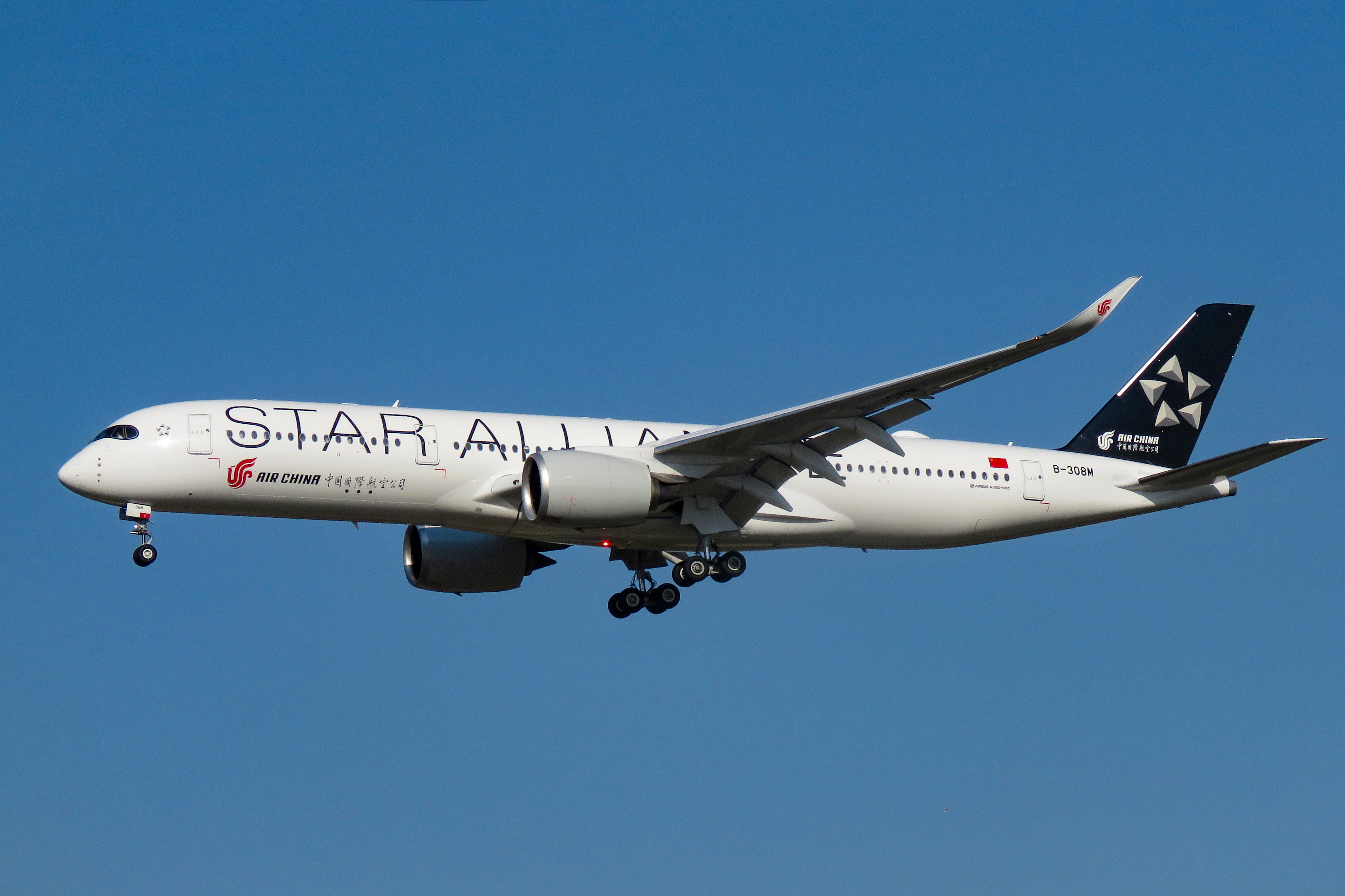
星空聯盟塗裝的中國國際航空空中巴士A350-900；中國國際航空於2007年加盟

| 成員航空公司   | 國家/地区 | 加入年份 | 附屬成員航空公司 | 非附屬成員航空公司                                                      | 年載客量 （百萬人次） | 飛機數量 |
| -------------- | --------- | -------- | --- | ----------------------------------------------------------------------- | --------------------- | -------- |
| 愛琴海航空     | 希腊      | 2010     | 奧林匹克航空 | -                                                                       | 6.1                   | 47       |
| 加拿大航空1    | 加拿大    | 1997     | 加拿大胭脂航空 加拿大快運航空 | -                                                                       | 35                    | 239      |
| 印度航空       | 印度      | 2014     | 印度聯盟航空 印度快運航空 印度亞洲航空                                                                                                   | -                                                                       | TBA                   | 118      |
| 哥倫比亞航空   | 哥伦比亚  | 2012     | 厄瓜多爾哥倫比亞航空 美洲地區快運 危地馬拉哥倫比亞航空 哥斯達黎加哥倫比亞航空 秘魯哥倫比亞航空 薩爾瓦多哥倫比亞航空 洪都拉斯哥倫比亞航空 | 阿根廷哥倫比亞航空 哥倫比亞航空貨運 Sansa Airlines 尼加拉瓜哥倫比亞航空 | 23.1                  | 193      |
| 長榮航空       | 臺灣      | 2013     | - | 立榮航空                                                                | 7.5                   | 81       |
| 中國國際航空   | 中国大陆  | 2007     | 大連航空 | 山東航空 西藏航空                                                       | 48.7                  | 422      |
| 巴拿馬航空     | 巴拿马    | 2012     | 哥倫比亞巴拿馬航空 | Wingo                                                                   | 7.1                   | 90       |
| 埃塞俄比亞航空 | 衣索比亞  | 2011     | 馬拉維航空 ASKY Airlines | -                                                                       | 4.6                   | 58       |
| 德國漢莎航空12 | 德国      | 1997     | 漢莎區域航空3 多洛米蒂航空4 奧格斯堡航空 歐洲之翼航空4 漢莎城際航空4                                                                     | 德國之翼航空 太陽快運航空5                                              | 74.7                  | 360      |
| LOT波蘭航空    | 波蘭      | 2003     | - | LOT波蘭航空包機                                                         | 5                     | 37       |
| 瑞士國際航空2  | 瑞士      | 2006     | - | 雪絨花航空                                                              | 15.8                  | 92       |
| 埃及航空       | 埃及      | 2008     | 埃及航空快運 | 開羅航空 西奈航空                                                       | 8.3                   | 81       |
| 全日本空輸     | 日本      | 1999     | 全日空之翼航空 全日空日本航空 | 樂桃航空5 AirJapan                                                      | 45                    | 232      |
| 紐西蘭航空     | 新西兰    | 1999     | 紐西蘭支線航空 | -                                                                       | 13.3                  | 103      |
| 奧地利航空2    | 奥地利    | 2000     | - | -                                                                       | 11.5                  | 77       |
| 克羅地亞航空   |           | 2004     | - | -                                                                       | 2                     | 12       |
| 韓亞航空       |           | 2003     | - | 釜山航空 首爾航空                                                       | 15                    | 79       |
| 南非航空       | 南非      | 2006     | - | -                                                                       | 6.5                   | 51       |
| 布魯塞爾航空2  | 比利时    | 2009     | - | -                                                                       | 6                     | 43       |
| 新加坡航空     | 新加坡    | 2000     | - | 酷航6                                                                   | 18.2                  | 112      |
| 泰國國際航空1  | 泰國      | 1997     | - | 皇雀航空6                                                               | 20.6                  | 95       |
| 土耳其航空     | 土耳其    | 2008     | - | 太陽快運航空 安納托利亞航空5                                            | 39                    | 330      |
| TAP葡萄牙航空  | 葡萄牙    | 2005     | TAP快運航空 | -                                                                       | 10.2                  | 71       |
| 聯合航空1      | 美国      | 1997     | 聯航快運 | -                                                                       | 140                   | 1261     |
| 深圳航空       | 中国大陆  | 2012     | - | 昆明航空                                                                | 19.8                  | 183      |

1 創始成員

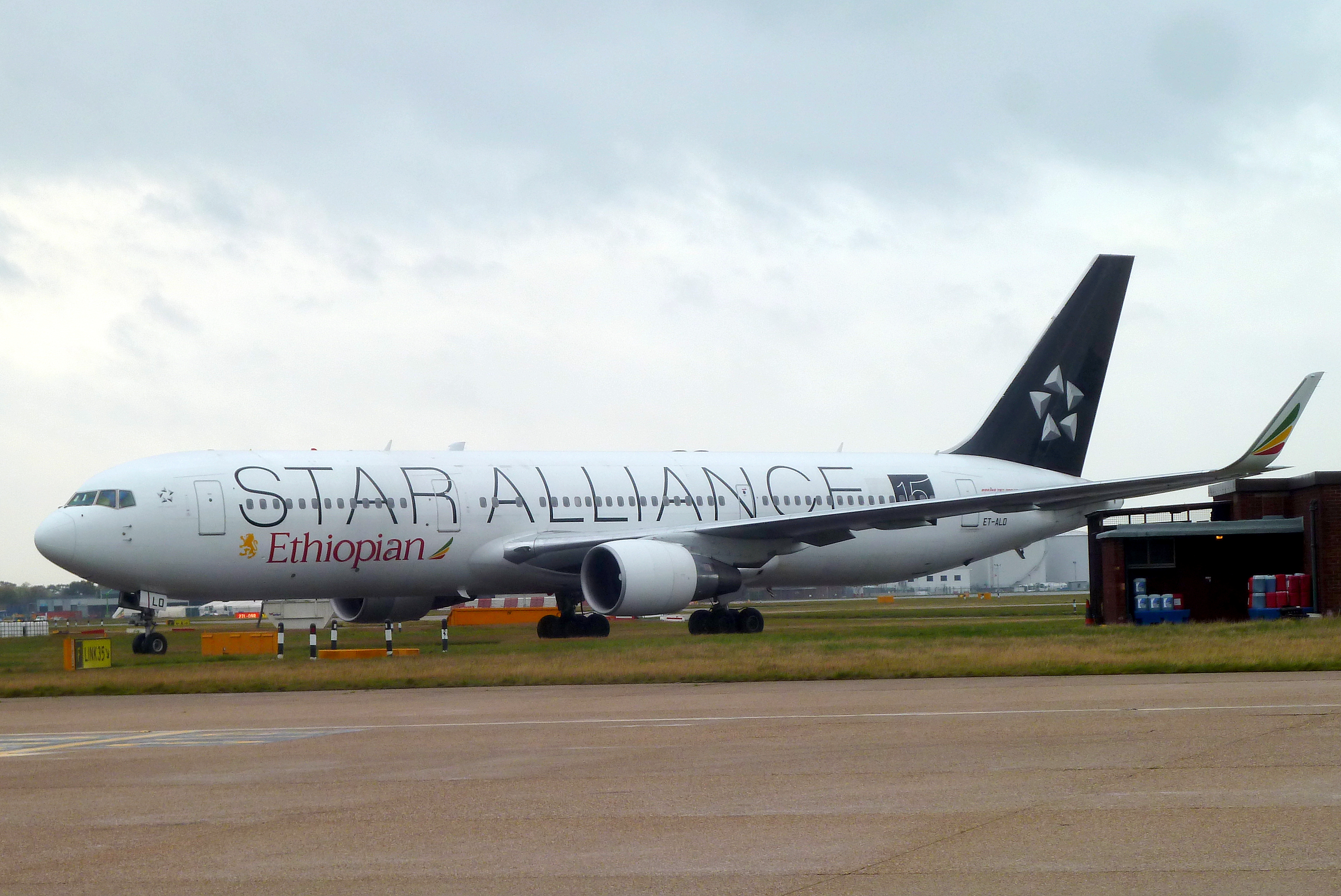
星空聯盟塗裝的埃塞俄比亞航空波音767-300ER；埃塞俄比亞航空於2011年加盟

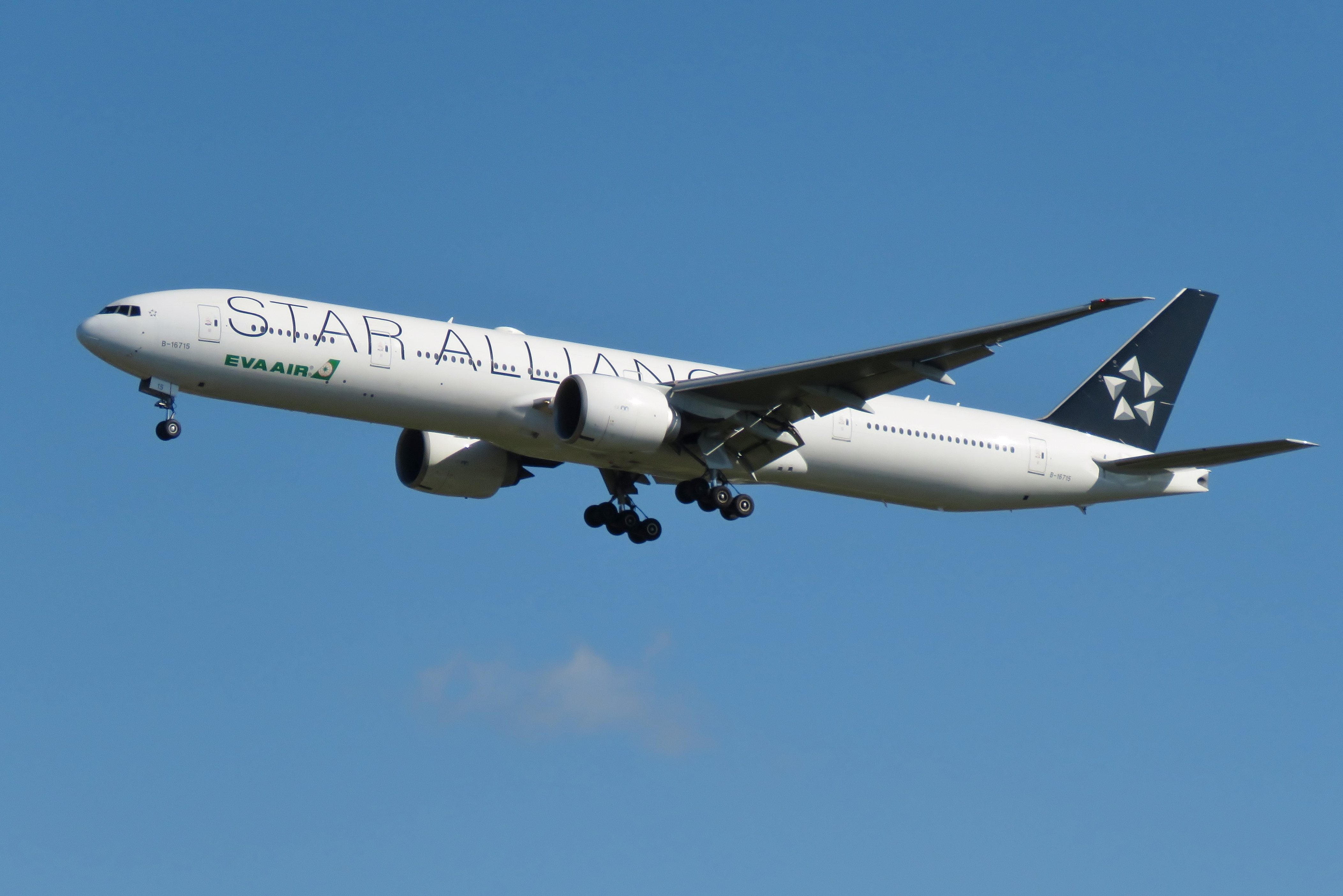
星空聯盟塗裝的長榮航空波音777-300ER；長榮航空於2013年加盟

2 汉莎航空集团全资拥有航空公司或主要被持股公司。

3 由漢莎區域航空、聯合航空快運等所營運的品牌不一定是星空聯盟成員。但其營運航班均代表其各自的成員航空公司，使用它們的呼號，並是星空聯盟航班。

4 漢莎區域航空的此類成員均由漢莎航空完全持有。

5 由漢莎航空和土耳其航空共同擁有

6 價值聯盟成員

### 優連夥伴
除正式成員外，星空聯盟在2015年開設優連夥伴（Connecting Partners），旨在令優連夥伴航空公司毋需成為正式成員亦能與星空聯盟成員有緊密的合作。旅客倘若在同一行程同時包含優連夥伴與正式成員航班，該旅客在優連夥伴航班上亦能享受行李直掛等標準星盟旅客待遇；星空聯盟金卡會員能在優連夥伴航班上享受星空聯盟金卡會員待遇。
| 航空公司 | 國家 | 加入年份 | 夥伴子公司 | 非夥伴子公司 | 年載客量 （百万人次） | 飛機數量 |
| -------- | ---- | -------- | ---------- | ------------ | --------------------- | -------- |
| 吉祥航空 | 中国 | 2017     | -          | 九元航空     | TBA                   | 70       |

### 地面夥伴
星空聯盟在2022年開設针對鐵路運輸公司的地面夥伴（Intermodal Partners），和優連夥伴类似，地面夥伴運輸公司亦能與星空聯盟成員有緊密的合作，且旅客能享受行李直掛等標準星盟旅客待遇。
| 鐵路運輸公司   | 國家   | 加入年份 | 夥伴子公司 | 非夥伴子公司 |
| -------------- | ------ | -------- | ---------- | ------------ |
| 德国铁路       | 德国   | 2022     | -          | -            |
| 奥地利联邦铁路 | 奥地利 | 2025     | -          | -            |

### 已退出正式成員
| 航空公司         | 國家               | 加入年份        | 退出年份 | 備註 |
| ---------------- | ------------------ | --------------- | -------- | --- |
| 澳洲安捷航空     |                    | 1999            | 2001     | 因破產後停止運營而退出                                                                                      |
| 藍天航空         | 芬兰               | 2004            | 2012     | 自願退出；於2012年11月1日將營運轉由母公司北歐航空負責                                                       |
| 英倫航空         | 英国               | 2000            | 2012     | 自願退出；於2012年4月20日由漢莎航空售予國際航空集團（旗下全服務航空公司均為寰宇一家成員）                   |
| 美國大陸航空     | 美国               | 2009            | 2012     | 於2012年與聯盟成員聯合航空合併后停止運營                                                                    |
| 墨西哥航空       | 墨西哥             | 2000            | 2004     | 自願退出；同年加入寰宇一家（现已破產停止運營）                                                              |
| 巴西航空         | 巴西               | 1997            | 2007     | 自願退出；同年3月28日被高爾航空併購                                                                         |
| 上海航空         | 中国               | 2007            | 2010     | 自願退出；于2010年3月16日被天合联盟成员中國東方航空收購成為其子公司，2011年隨母公司加入天合聯盟             |
| 西班牙航空       | 西班牙             | 2003            | 2012     | 因破產後停止運營而退出                                                                                      |
| 巴西天馬航空     | 巴西               | 2010            | 2014     | 自願退出；於2014年3月30日與寰宇一家成員智利國家航空合併成为巴西南美航空，同年加入寰宇一家（已於2019年退出） |
| 全美航空         | 美国               | 2004            | 2014     | 自願退出；於2014年3月30日与寰宇一家成員美國航空合併，隔日加入寰宇一家                                       |
| 巴西哥倫比亞航空 | 巴西               | 2015            | 2019     | 因破產後停止運營而退出                                                                                      |
| 亞德里亞航空     | 斯洛維尼亞         | 2004            | 2019     | 因破產後停止運營而退出                                                                                      |
| 北歐航空         | 丹麦 · 挪威 · 瑞典 | 1997 (創始成員) | 2024     | 自願退出；於2024被法荷航集團收購，同年9月1日加入天合聯盟                                                    |

### 已退出附屬成員/優連夥伴
| 航空公司           | 國家       | 加入年份 | 退出年份 | 母公司       | 備註                                                                                             |
| ------------------ | ---------- | -------- | -------- | ------------ | ------------------------------------------------------------------------------------------------ |
| 卑詩航空           | 加拿大     | 1997     | 2001     | 加拿大航空   | 併入加拿大快運航空                                                                               |
| 加拿大探戈航空     | 加拿大     | 2001     | 2004     | 加拿大航空   | 併入加拿大航空                                                                                   |
| 尼爾森航空         | 新西兰     | 1997     | 2019     | 新西蘭航空   | 併入新西蘭航空                                                                                   |
| 新斯科特航空       | 加拿大     | 1997     | 2001     | 加拿大航空   | 併入加拿大快運航空                                                                               |
| Air Next           | 日本       | 2004     | 2010     | 全日本空輸   | 併入全日空之翼                                                                                   |
| 日空航空           | 日本       | 1999     | 2012     | 全日本空輸   | 併入全日空之翼                                                                                   |
| 安大略航空         | 加拿大     | 1997     | 2001     | 加拿大航空   | 併入加拿大快運航空                                                                               |
| 印度聯盟航空       | 印度       | 2014     | 2022     | 印度航空     | 自願退出，其母公司印度航空於2022年脫離印度政府成為塔塔集團子公司時由於印度聯盟航空未被收購而退出 |
| 秘魯哥倫比亞航空   | 秘魯       | 2012     | 2020     | 哥倫比亞航空 | 在母公司哥倫比亞航空於2020年申請破產保護後停止運營                                               |
| 藍天航空           | 芬兰       | 2012     | 2015     | 北歐航空     | 脫離北歐航空並被天合聯盟成員法荷航集團收購後併入城捷航空                                         |
| 中央之翼航空       | 波蘭       | 2004     | 2009     | LOT波蘭航空  | 併入LOT波蘭航空                                                                                  |
| 塞浦路斯土耳其航空 | 北賽普勒斯 | 2008     | 2010     | 土耳其航空   | 破產後併入土耳其航空                                                                             |
| 埃及航空快運       | 埃及       | 2006     | 2019     | 埃及航空     | 併入埃及航空                                                                                     |
| 科龍戈航空         | 比利时     | 2009     | 2015     | 布魯塞爾航空 | 併入布魯塞爾航空                                                                                 |
| 勞達航空           | 奥地利     | 2000     | 2013     | 奧地利航空   | 併入奧地利航空                                                                                   |
| 義大利漢莎航空     | 義大利     | 2009     | 2011     | 漢莎航空     | 併入漢莎航空                                                                                     |
| 庫克山航空         | 新西兰     | 1999     | 2019     | 新西蘭航空   | 併入新西蘭航空                                                                                   |
| 聯航快線航空       | 美国       | 1997     | 2001     | 聯合航空     | 併入聯合航空                                                                                     |
| 南非快運航空       | 南非       | 2006     | 2020     | 南非航空     | 併入南非航空                                                                                     |
| 瑞士環球航空       | 瑞士       | 2007     | 2018     | 瑞士國際航空 | 併入瑞士國際航空                                                                                 |
| 瑞士私人飛機航空   | 瑞士       | 2007     | 2011     | 瑞士國際航空 | 併入瑞士國際航空                                                                                 |
| 泰國微笑航空       | 泰國       | 2011     | 2023     | 泰國國際航空 | 併入泰國國際航空                                                                                 |
| 欣豐虎航           | 新加坡     | 2003     | 2017     | 新加坡航空   | 併入酷航                                                                                         |
| 提洛爾航空         | 奥地利     | 2000     | 2015     | 奧地利航空   | 併入奧地利航空                                                                                   |
| 吉普航空           | 加拿大     | 2002     | 2004     | 加拿大航空   | 併入加拿大航空                                                                                   |
| 泰德航空           | 美国       | 2004     | 2009     | 聯合航空     | 併入聯合航空                                                                                     |

## 外部連結
- 星空聯盟官網 （页面存档备份，存于）（英文）